# زلوگوش
زلوگوش (به بلغاری: Zlogosh) یک منطقهٔ مسکونی در بلغارستان است که در شهرستان ترکلیانو واقع شده است.